# أواد (اسم)
أَوَّاد هو اسم علم مذكر من أصل عربي، ومعناه هو الكثير الاعوجاج.